# Нільс Зеттерстрем
Нільс Ерік Ульф Зеттерстрем (швед. Nils Erik Ulf Zätterström, нар. 29 березня 2005, Мальме, Швеція) — шведський футболіст, центральний захисник клубу «Мальме» та національної збірної Швеції.

## Ігрова кар'єра

### Клубна
Нільс Зеттерстрем народився у місті Мальме і є вихованцем місцевого однойменного клуба, де він пройшов через всі молодіжні команди. На початку 2024 року футболіст пройшов передсезонні збори з головною командою і 12 березня підписав з клубом п'ятирічний контракт.
Першу гру в чемпіонаті країни Зеттерстрем провів 25 травня, коли вийшов на заміну у матчі проти «Кальмара».
Також влітку 2024 року футболіст дебютував на міжнародному рівні у матчах кваліфікації Ліги чемпіонів УЄФА, де у другому раунді у матчі проти грецького ПАОКа відзначився забитим голом та результативною передачею.

### Збірна
У 2024 році Нільс Зеттерстрем почав свої виступи в складі молодіжної збірної Швеції.
19 листопада 2024 року у матчі Ліги націй проти команди Азербайджану Зеттерстрем дебютував в національній збірній Швеції.

## Титули
Мальме
 Чемпіон Швеції: 2024
 Володар Кубка Швеції: 2023–24